# Franz Mayr (Industrieller)
Franz Mayr (* 26. Jänner 1779 am Melmayerhof in Leoben-Judendorf; † 6. April 1847 in Graz) war ein österreichischer Industrieller.

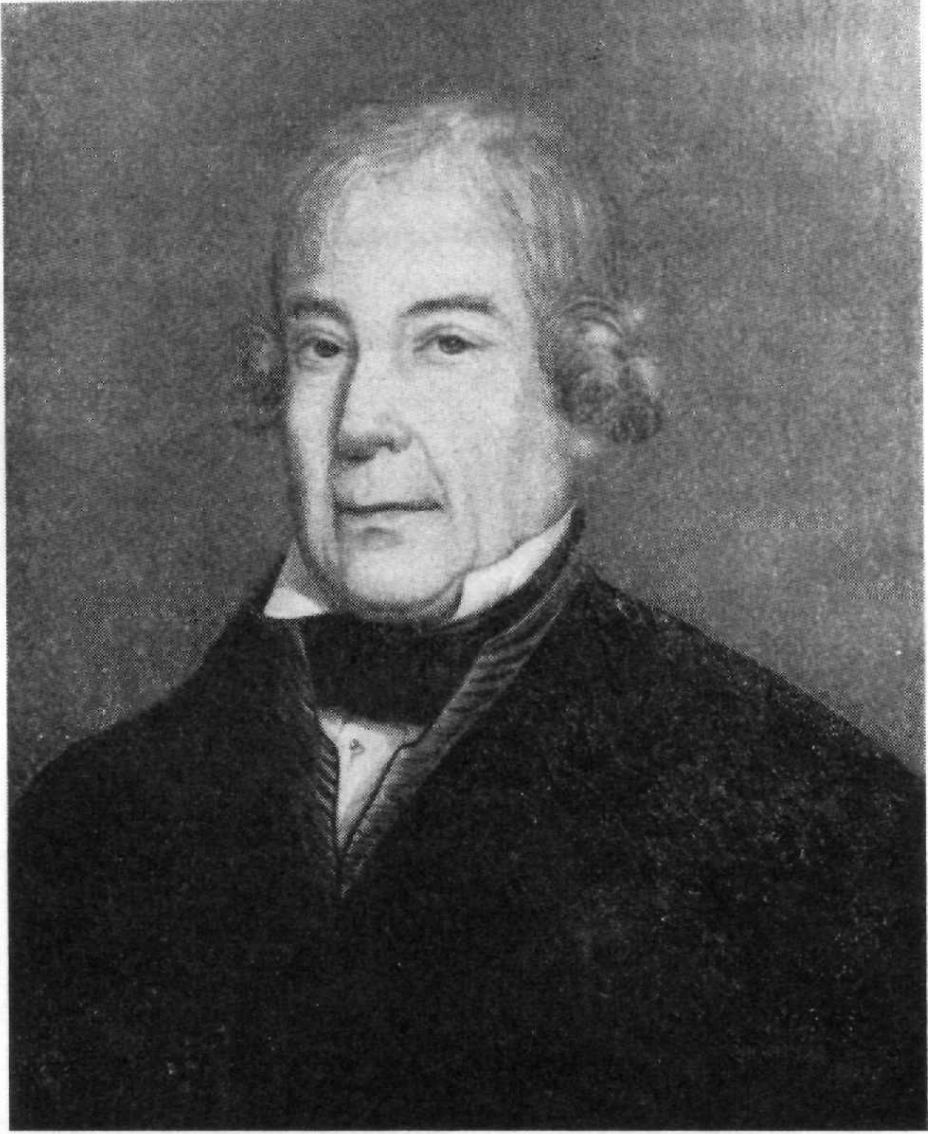
Franz Mayr

Seine Eltern waren Lorenz Mayr (* 1756; † 1808) und dessen Ehefrau Maria Zechner (* 1752; † 19. September 1816). Der Vater hat in Schönberg bei Knittelfeld, das heute zu Spielberg (Steiermark) gehört, einen Bauernhof besessen und ist von dort 1777 nach Leoben übersiedelt.
Franz Mayr war von 1805 bis 1841 Gastwirt in dem am Leobener Hauptplatz gelegenen Gasthof Zum schwarzen Adler. Darüber hinaus erwarb und betrieb er mehrere Hammerwerke in der Gegend von Bruck an der Mur und einen alten Kupferhammer in der Leobener Vorstadt Waasen, den er in einen Eisenhammer umwandelte. Indirekt wurde er zum Begründer des Hüttenwerkes Donawitz, indem er mit der am Vordernbergerbach gelegenen „Franzenshütte“ im Jahre 1837 das erste Stahl- und Puddlingwerk in der Steiermark gründete. In der Umgebung der Franzenshütte entstand dann in den folgenden Jahrzehnten das Hüttenwerk Donawitz. Donawitz löste damit Vordernberg als Zentrum der steirischen Eisenindustrie ab, dessen Radmeister bis dahin den alleinigen Anspruch auf die Erzeugung von Roheisen aus dem Erz des steirischen Erzberges südlich des Erzbergebietes gehabt hatten.
Am 26. Februar 1810 heiratete er Josephine Stumpf (1786–1840), eine Tochter des Hafnermeisters Johannes Stumpf. Das Paar hatte mehrere Kinder.
Sein Sohn Franz (1810–1889) führte die Industriebetriebe weiter, dieser wurde 1859 als „Mayr von Melnhof“ in den Adels- und 1872 in den Freiherrenstand erhoben.
Karl (1811–1864) war ebenfalls Hüttenfachmann sowie Fabrik- und Kohlengrubenbesitzer und wurde zusammen mit seinem Bruder Rudolf (1821–1900) 1861 geadelt. Sein Bruder Jakob (* 22. Juli 1784; † 22. Januar 1862) wurde später der erste Bürgermeister von Leoben-Judendorf.